# 로열 셰익스피어 극장

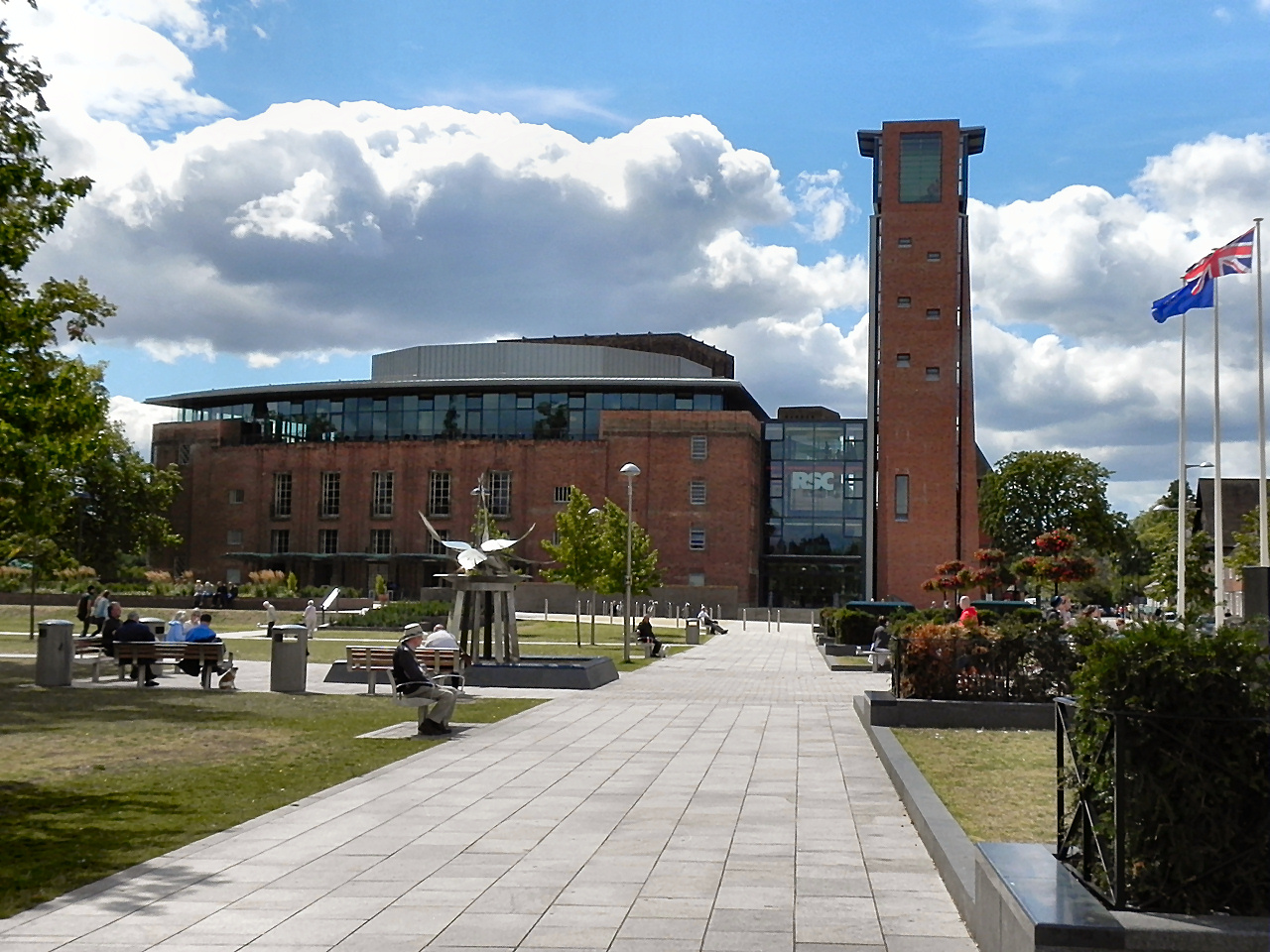
로열 셰익스피어 극장

로열 셰익스피어 극장(Royal Shakespeare Theatre)는 로열 셰익스피어 극단이 소유한 극장으로, 스트랫퍼드어폰에이번에 위치하고 있다.